# Fluminicola merriami
Fluminicola merriami är en snäckart som först beskrevs av Henry Augustus Pilsbry och Beecher 1892.  Fluminicola merriami ingår i släktet Fluminicola och familjen tusensnäckor. IUCN kategoriserar arten globalt som otillräckligt studerad. Inga underarter finns listade i Catalogue of Life.